# Rot-Weiss Essen 1974-1975
Questa voce raccoglie le informazioni riguardanti il Rot-Weiss Essen nelle competizioni ufficiali della stagione 1974-1975.

## Stagione
Nella stagione 1974-1975 il Rot Weiss Essen, allenato da Diethelm Ferner, concluse il campionato di Bundesliga al 12º posto. In Coppa di Germania il Rot Weiss Essen fu eliminato in semifinale dall'Eintracht Francoforte.

## Rosa
| N. |                     | Ruolo | Calciatore         |
| -- | ------------------- | ----- | ------------------ |
|    | Germania (bandiera) | P     | Heinz Blasey       |
|    | Germania (bandiera) | P     | Jürgen Rynio       |
|    | Germania (bandiera) | D     | Hermann Erlhoff    |
|    | Germania (bandiera) | D     | Heinz Ridderbusch  |
|    | Germania (bandiera) | D     | Klaus Senger       |
|    | Germania (bandiera) | D     | Eberhard Strauch   |
|    | Germania (bandiera) | D     | Gerd Wieczorkowski |
|    | Germania (bandiera) | D     | Gerd Wörmer        |
|    | Germania (bandiera) | C     | Hans Dörre         |
|    | Germania (bandiera) | C     | Uwe Finnern        |

| N. |                        | Ruolo | Calciatore          |
| -- | ---------------------- | ----- | ------------------- |
|    | Germania (bandiera)    | C     | Günter Fürhoff      |
|    | Germania (bandiera)    | C     | Werner Lorant       |
|    | Germania (bandiera)    | A     | Dieter Bast         |
|    | Germania (bandiera)    | A     | Manfred Burgsmüller |
|    | Paesi Bassi (bandiera) | A     | Harry de Vlugt      |
|    | Germania (bandiera)    | A     | Jürgen Hasebrink    |
|    | Germania (bandiera)    | A     | Hermann Lindner     |
|    | Paesi Bassi (bandiera) | A     | Willi Lippens       |
|    | Germania (bandiera)    | A     | Alfons Sikora       |

## Organigramma societario
Area tecnica
- Allenatore: Diethelm Ferner
- Allenatore in seconda:
- Preparatore dei portieri:
- Preparatori atletici:

## Calciomercato

### Sessione estiva
| Acquisti | Acquisti            | Acquisti          | Acquisti |
| R.       | Nome                | da                | Modalità |
| -------- | ------------------- | ----------------- | -------- |
| A        | Manfred Burgsmüller | Uerdingen 05      |          |
| A        | Hermann Lindner     | Stoccarda         |          |
| P        | Jürgen Rynio        | Borussia Dortmund |          |
| D        | Gerd Wieczorkowski  | St. Pauli         |          |

| Cessioni | Cessioni         | Cessioni           | Cessioni |
| R.       | Nome             | a                  | Modalità |
| -------- | ---------------- | ------------------ | -------- |
| P        | Udo Böhs         | Wormatia Worms     |          |
| A        | Werner Brosda    | Arminia Bielefeld  |          |
| C        | Peter Falter     | Uerdingen 05       |          |
| A        | Pille Gecks      | Schwarz-Weiß Essen |          |
| C        | Heiko Mertes     | Mülheim            |          |
| D        | Bernhard Ochmann | Westfalia Herne    |          |
| D        | Wolfgang Rausch  | Kickers Offenbach  |          |
| P        | Fritz Stefens    | Mülheim            |          |
| C        | Willibald Weiss  | Darmstadt          |          |

### Sessione invernale
| Acquisti | Acquisti | Acquisti | Acquisti |
| R.       | Nome     | da       | Modalità |
| -------- | -------- | -------- | -------- |

| Cessioni | Cessioni | Cessioni | Cessioni |
| R.       | Nome     | a        | Modalità |
| -------- | -------- | -------- | -------- |

## Risultati

### Bundesliga

#### Girone di andata
| Arbitro: | Gabor |

|  |           |                 |
|  | Marcatori | 35’ Burgsmüller |

| Arbitro: | Frickel |

|                             |           |  |
| Lippens 59’ Burgsmüller 71’ | Marcatori |  |

| Arbitro: | Engel |

|                              |           |  |
| Kremers 59’, 75’ Fischer 64’ | Marcatori |  |

| Arbitro: | Klauser |

|             |           |                         |
| Lippens 76’ | Marcatori | 26’ Erler 62’ Gersdorff |

| Brema 21 settembre 1974, ore 15:30 CET 5ª giornata | Werder Brema | 0 – 0 referto | Rot-Weiss Essen | Weserstadion (10 000 spett.)\| Arbitro: \| Schmoock \| |
| Arbitro:                                           | Schmoock     |               |                 |                                                        |

| Arbitro: | Tschenscher |

|             |           |                              |
| Lippens 34’ | Marcatori | 31’ Jensen 62’, 86’ Heynckes |

| Arbitro: | Basedow |

|                                                                                               |           |             |
| Beverungen 2’ Nickel 15’ Hölzenbein 28’, 31’, 53’ Körbel 51’ (rig.), 83’ Kraus 76’ Lorenz 88’ | Marcatori | 43’ Lippens |

| Arbitro: | Riegg |

|                                         |           |                           |
| Dörre 24’ Lorant 56’ Lippens 64’ (rig.) | Marcatori | 74’ Geyer 87’ Stolzenburg |

| Arbitro: | Betz |

|                       |           |  |
| Riedl 77’ Schwarz 80’ | Marcatori |  |

| Arbitro: | Messmer |

|                                  |           |  |
| Burgsmüller 30’ Lippens 31’, 90’ | Marcatori |  |

| Essen 2 novembre 1974, ore 15:30 CET 11ª giornata | Rot-Weiss Essen | 0 – 0 referto | Amburgo | Georg-Melches-Stadion (19 000 spett.)\| Arbitro: \| Zuchantke \| |
| Arbitro:                                          | Zuchantke       |               |         |                                                                  |

| Arbitro: | Picker |

|                       |           |                         |
| Holz 28’ Tenhagen 40’ | Marcatori | 13’ Fürhoff 63’ Erlhoff |

| Arbitro: | Gabor |

|                 |           |                   |
| Burgsmüller 69’ | Marcatori | 64’ Seel 72’ Geye |

| Arbitro: | Ohmsen |

|                 |           |                           |
| Müller 40’, 85’ | Marcatori | 18’ Burgsmüller 34’ Dörre |

| Arbitro: | Roth |

|                                                       |           |          |
| Burgsmüller 27’ (rig.), 34’ Fürhoff 64’, 82’ Bast 76’ | Marcatori | 44’ Held |

| Arbitro: | Biwersi |

|                                   |           |                                 |
| Müller 38’, 87’ Grau 59’ Beer 88’ | Marcatori | 12’ Burgsmüller 62’ (rig.) Bast |

| Arbitro: | Redelfs |

|                                       |           |            |
| Burgsmüller 11’ Dörre 43’ Lippens 90’ | Marcatori | 14’ Weller |

#### Girone di ritorno
| Arbitro: | Tschenscher |

|             |           |            |
| Lippens 79’ | Marcatori | 90’ Müller |

| Arbitro: | Fork |

|  |           |                                   |
|  | Marcatori | 44’ Burgsmüller 81’ Wieczorkowski |

| Arbitro: | Betz |

|                                                |           |                                        |
| Burgsmüller 8’ Bast 18’ Fürhoff 52’ Lorant 66’ | Marcatori | 5’, 26’ Bongartz 30’ Budde 84’ Fischer |

| Arbitro: | Schröder |

|                                         |           |                  |
| Erler 20’ Frank 34’, 72’ Merkhoffer 79’ | Marcatori | 39’, 82’ Lippens |

| Arbitro: | Aldinger |

|             |           |         |
| Fürhoff 34’ | Marcatori | 3’ Kamp |

| Arbitro: | Lutz |

|              |           |            |
| Heynckes 14’ | Marcatori | 25’ Wörmer |

| Arbitro: | Roth |

|  |           |                                                     |
|  | Marcatori | 21’, 74’, 79’ Beverungen 58’ Rohrbach 89’ Grabowski |

| Arbitro: | Berner |

|                 |           |  |
| Stolzenburg 39’ | Marcatori |  |

| Arbitro: | Haselberger |

|                                  |           |                  |
| Burgsmüller 12’, 69’ Lippens 32’ | Marcatori | 89’ (rig.) Diehl |

| Arbitro: | Frickel |

|                               |           |                                         |
| Worm 4’ Bücker 11’ Krause 70’ | Marcatori | 52’, 84’ (rig.) Burgsmüller 58’ Lippens |

| Arbitro: | Schmoock |

|                                 |           |                      |
| Volkert 41’ (rig.) Krobbach 72’ | Marcatori | 48’ Lippens 83’ Bast |

| Arbitro: | Kindervater |

|                   |           |            |
| Wieczorkowski 47’ | Marcatori | 83’ Versen |

| Arbitro: | Redelfs |

|                                       |           |  |
| Seel 13’ Geye 16’ Herzog 75’ Brei 83’ | Marcatori |  |

| Arbitro: | Basedow |

|                        |           |              |
| Wörmer 67’ Lippens 83’ | Marcatori | 3’, 57’ Roth |

| Arbitro: | Picker |

|              |           |                                        |
| Kostedde 58’ | Marcatori | 50’ Lorant 82’ Strauch 90’ Burgsmüller |

| Arbitro: | Dreher |

|                                        |           |          |
| Burgsmüller 47’ (rig.) Bast 55’ (rig.) | Marcatori | 24’ Beer |

| Arbitro: | Dittmer |

|                                           |           |                                    |
| Weidmann 24’ Ohlicher 32’ Tochtermann 40’ | Marcatori | 27’ Fürhoff 52’ (rig.) Burgsmüller |

### Coppa di Germania
| Arbitro: | Hellwig |

|                         |           |                                                  |
| Wolpert 37’ Henning 56’ | Marcatori | 5’ Lippens 26’, 65’ Burgsmüller 52’, 75’ Lindner |

| Arbitro: | Horstmann |

|                                                                      |           |                       |
| Burgsmüller 24’ Lindner 38’, 69’ Fürhoff 71’ Strauch 71’ Erlhoff 75’ | Marcatori | 13’ Granitza 85’ Meis |

| Arbitro: | Quindeau |

|             |           |                        |
| Riepert 47’ | Marcatori | 44’ Fürhoff 52’ Wörmer |

| Arbitro: | Klauser |

|                                                                            |           |  |
| Fürhoff 4’ Tretter 10’ (aut.) Burgsmüller 24’ Lippens 27’ Lindner 54’, 66’ | Marcatori |  |

| Arbitro: | Tschenscher |

|            |           |  |
| Lorant 74’ | Marcatori |  |

| Arbitro: | Schröder |

|                                  |           |                 |
| Beverungen 69’, 111’ Lorenz 116’ | Marcatori | 85’ Burgsmüller |

## Statistiche

### Statistiche di squadra
| Competizione      | Punti | In casa | In casa | In casa | In casa | In casa | In casa | In trasferta | In trasferta | In trasferta | In trasferta | In trasferta | In trasferta | Totale | Totale | Totale | Totale | Totale | Totale | DR  |
| Competizione      | Punti | G       | V       | N       | P       | Gf      | Gs      | G            | V            | N            | P            | Gf           | Gs           | G      | V      | N      | P      | Gf     | Gs     | DR  |
| ----------------- | ----- | ------- | ------- | ------- | ------- | ------- | ------- | ------------ | ------------ | ------------ | ------------ | ------------ | ------------ | ------ | ------ | ------ | ------ | ------ | ------ | --- |
| Bundesliga        | 32    | 17      | 7       | 6       | 4       | 33      | 27      | 17           | 3            | 6            | 8            | 23           | 41           | 34     | 10     | 12     | 12     | 56     | 68     | -12 |
| Coppa di Germania | -     | 3       | 3       | 0       | 0       | 13      | 2       | 3            | 2            | 0            | 1            | 8            | 6            | 6      | 5      | 0      | 1      | 21     | 8      | +13 |
| Totale            | 32    | 20      | 10      | 6       | 4       | 46      | 29      | 20           | 5            | 6            | 9            | 31           | 47           | 40     | 15     | 12     | 13     | 77     | 76     | +1  |

### Andamento in campionato
| Giornata  | 1 | 2 | 3 | 4  | 5  | 6  | 7  | 8  | 9  | 10 | 11 | 12 | 13 | 14 | 15 | 16 | 17 | 18 | 19 | 20 | 21 | 22 | 23 | 24 | 25 | 26 | 27 | 28 | 29 | 30 | 31 | 32 | 33 | 34 |
| --------- | - | - | - | -- | -- | -- | -- | -- | -- | -- | -- | -- | -- | -- | -- | -- | -- | -- | -- | -- | -- | -- | -- | -- | -- | -- | -- | -- | -- | -- | -- | -- | -- | -- |
| Luogo     | T | C | T | C  | T  | C  | T  | C  | T  | C  | C  | T  | C  | T  | C  | T  | C  | C  | T  | C  | T  | C  | T  | C  | T  | C  | T  | T  | C  | T  | C  | T  | C  | T  |
| Risultato | V | V | P | P  | N  | P  | P  | V  | P  | V  | N  | N  | P  | N  | V  | P  | V  | N  | V  | N  | P  | N  | N  | P  | P  | V  | N  | N  | N  | P  | N  | V  | V  | P  |
| Posizione | 7 | 3 | 6 | 12 | 12 | 12 | 13 | 12 | 13 | 12 | 14 | 14 | 14 | 14 | 13 | 14 | 13 | 13 | 10 | 12 | 12 | 12 | 11 | 13 | 14 | 12 | 12 | 13 | 12 | 13 | 13 | 12 | 12 | 12 |

Legenda:

Luogo: C = Casa; T = Trasferta. Risultato: V = Vittoria; N = Pareggio; P = Sconfitta.

### Statistiche dei giocatori
| Giocatore        | Bundesliga | Bundesliga | Bundesliga  | Bundesliga | Coppa di Germania | Coppa di Germania | Coppa di Germania | Coppa di Germania | Totale   | Totale | Totale      | Totale     |
| Giocatore        | Presenze   | Reti       | Ammonizioni | Espulsioni | Presenze          | Reti              | Ammonizioni       | Espulsioni        | Presenze | Reti   | Ammonizioni | Espulsioni |
| ---------------- | ---------- | ---------- | ----------- | ---------- | ----------------- | ----------------- | ----------------- | ----------------- | -------- | ------ | ----------- | ---------- |
| D. Bast          | 32         | 5          | 1           | 0          | 5                 | 0                 | 0                 | 0                 | 37       | 5      | 1           | 0          |
| H. Blasey        | 19         | 0          | 0           | 0          | 3                 | 0                 | 0                 | 0                 | 22       | 0      | 0           | 0          |
| M. Burgsmüller   | 34         | 18         | 4           | 0          | 6                 | 5                 | 1                 | 0                 | 40       | 23     | 5           | 0          |
| H. Dörre         | 32         | 3          | 8           | 0          | 6                 | 0                 | 1                 | 0                 | 38       | 3      | 9           | 0          |
| H. Erlhoff       | 26         | 1          | 5           | 0          | 5                 | 1                 | 0                 | 0                 | 31       | 2      | 5           | 0          |
| U. Finnern       | 12         | 0          | 1           | 0          | 1                 | 0                 | 0                 | 0                 | 13       | 0      | 1           | 0          |
| G. Fürhoff       | 32         | 6          | 1           | 0          | 6                 | 3                 | 0                 | 0                 | 38       | 9      | 1           | 0          |
| J. Hasebrink     | 0          | 0          | 0           | 0          | 1                 | 0                 | 0                 | 0                 | 1        | 0      | 0           | 0          |
| H. Lindner       | 19         | 0          | 0           | 0          | 4                 | 6                 | 0                 | 0                 | 23       | 6      | 0           | 0          |
| W. Lippens       | 34         | 15         | 3           | 0          | 6                 | 2                 | 1                 | 0                 | 40       | 17     | 4           | 0          |
| W. Lorant        | 31         | 3          | 8           | 0          | 6                 | 1                 | 1                 | 0                 | 37       | 4      | 9           | 0          |
| H. Ridderbusch   | 0          | 0          | 0           | 0          | 1                 | 0                 | 0                 | 0                 | 1        | 0      | 0           | 0          |
| J. Rynio         | 16         | 0          | 0           | 0          | 3                 | 0                 | 0                 | 0                 | 19       | 0      | 0           | 0          |
| K. Senger        | 28         | 0          | 5           | 0          | 5                 | 0                 | 0                 | 0                 | 33       | 0      | 5           | 0          |
| A. Sikora        | 0          | 0          | 0           | 0          | 0                 | 0                 | 0                 | 0                 | 0        | 0      | 0           | 0          |
| E. Strauch       | 30         | 1          | 1           | 0          | 6                 | 1                 | 0                 | 0                 | 36       | 2      | 1           | 0          |
| G. Wieczorkowski | 34         | 2          | 4           | 0          | 6                 | 0                 | 2                 | 0                 | 40       | 2      | 6           | 0          |
| G. Wörmer        | 28         | 2          | 4           | 0          | 3                 | 1                 | 0                 | 0                 | 31       | 3      | 4           | 0          |
| H. de Vlugt      | 5          | 0          | 0           | 0          | 0                 | 0                 | 0                 | 0                 | 5        | 0      | 0           | 0          |